# Dog Island Point
Dog Island Point är en udde i Gambia.   Den ligger i regionen North Bank Division, i den västra delen av landet, 12 km sydost om huvudstaden Banjul.
Terrängen inåt land är mycket platt. Havet är nära Dog Island Point åt sydväst. Runt Dog Island Point är det ganska tätbefolkat, med 65 invånare per kvadratkilometer. Närmaste större samhälle är Brikama, 18,2 km sydväst om Dog Island Point. 